# Шомод
Шомод (на унгарски: Somogy) е една от 19-те области (или комитати, megye) в Унгария. Разположена е в югозападната част на страната, на границата с Хърватско. Административен център на област Шомод е Капошвар.